# 尼佩灣
尼佩灣是古巴的海灣，位於該國東部大西洋北岸，由奧爾金省負責管轄，長25.9公里、寬16.8公里，面積120平方公里，該海灣在1492年被哥倫布發現。
20°46′N 75°41′W / 20.767°N 75.683°W